# Los Altísimos
Los Altísimos es una novela de ciencia ficción escrita por Hugo Correa y publicada inicialmente en 1951. La primera edición fue revisada y ampliada y se volvió a publicar en 1959. Catorce años después, se publicó la edición de EUV, la cual cuenta con cambios significativos del discurso. Esta obra fue el primer libro de Hugo Correa, que lo llevó a ser comparado con Ray Bradbury e Isaac Asimov. Incluso se dice que es la novela de ciencia ficción más importante escrita y publicada en Chile. Este texto, que puede clasificarse como una distopía, cuenta con componentes de aventura e intriga, también presenta reflexiones sobre la humanidad y una crítica hacia las sociedades comunistas.

## Argumento
El personaje principal "X" es secuestrado y trasladado desde Chile a la supuesta Polonia subterránea, que resulta que es otro mundo llamado Cronn. Se trata de un planeta artificial de 33000 kilómetros de diámetro, que viaja por el universo a gran velocidad y que se presenta como una construcción de los Altísimos. La sociedad vive bajo un régimen totalitario comunista con un alto desarrollo tecnológico. A lo largo de la obra se describen cocinas automáticas, casas que se limpian solas, artefactos comandados por voz, medios de transporte con electromagnetismo, entre otros. En este mundo no existe la propiedad privada y no se organizan socialmente como familias, ya que la actividad de procrear corresponde a máquinas y no a los individuos comunes de esta sociedad.